# Instituto Nacional Central para Varones
El Instituto Nacional Central para Varones -INCV- es una institución de educación media de Guatemala, especializada en la formación de bachilleres en ciencias y letras Surgió en 1875, cuando el Colegio Tridentino fue expropiado a la Iglesia Católica durante el gobierno liberal del general Justo Rufino Barrios.  Está ubicado en el Centro Histórico de la Ciudad de Guatemala, y fue la institución educativa de educación media para varones más prestigiosa de Guatemala. durante los regímenes que se iniciaron con la Reforma Liberal en 1871 y terminaron con la renuncia de Jorge Ubico Castañeda en 1944.  Asimismo, fue la entidad rectora de la educación media durante los gobiernos del Dr. Juan José Arévalo Bermejo y del coronel Jacobo Árbenz Guzmán, aunque con un enfoque social en vez del liberal con que se fundó.  
Tras la caída del régimen del coronel Árbenz en 1954 el Instituto Central perdió su relevancia, la cual fue tomada por instituciones de educación media de tendencia católica que surgieron en la segunda mitad de la década de 1950.

## Historia

### Fundación

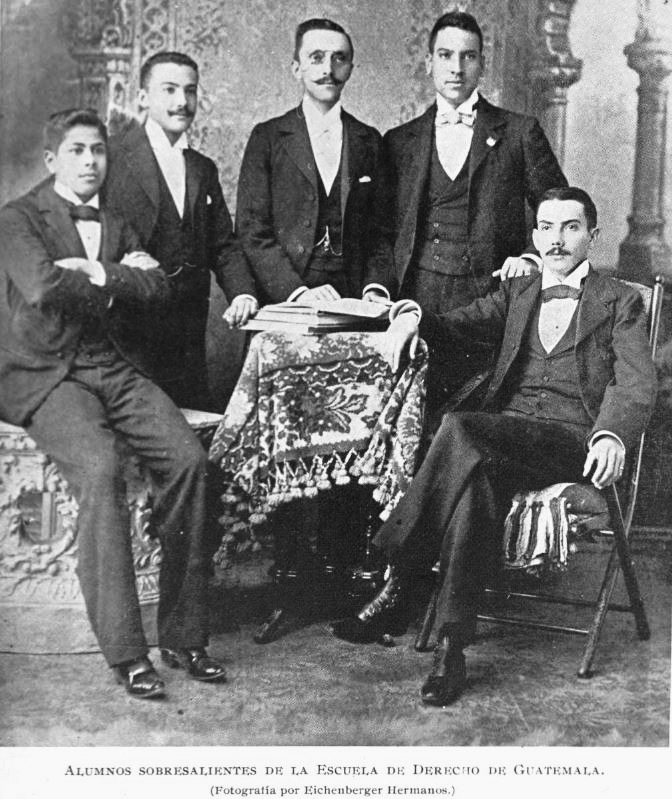
Estudiantes aventajados de la Escuela de Derecho de Guatemala en 1897. Ellos eran: Julián Cruz, Luis Dardón, Pío M. Riépele, Filadelfo Salazar y Julián Irías. Solamente el nicaragüense Irías no era egresado del Instituto Central para Varones.

Los gobiernos liberales, especialmente el de Justo Rufino Barrios, emprendieron un vasto programa de reformas que abarcaron, entre otros aspectos, a la Iglesia, la economía y la educación. Los siguientes fueron los postulados liberales del gobierno de Barrios:
- Separación definitiva de la Iglesia y del Estado
- Supresión de diezmos y primicias obligatorios, a fin de restarle poder económico al clero secular, el cual dependía de los diezmos y no había sido expulsado del país.
- Extinción de las cofradías
- Instauración del matrimonio civil
- Secularización de cementerios
- Creación del registro civil
- Instauración de la enseñanza laica en todos los colegios de la república
- Instauración de la escuela primaria gratuita y obligatoria
- Reorganización de la universidad, para eliminar los cursos de teología.[2]

Sobre la base de estos preceptos, se expropiaron numerosos bienes a las órdenes del clero regular de la Iglesia católica, ya que era uno de los principales terratenientes y encomenderos conservadores; de esta forma, se eliminaba el poder del clero regular con la expulsión de las órdenes monásticas, se restringía el poder del clero secular y los arzobispos con la eliminación del diezmo obligatorio y los bienes se traspasaban a los líderes liberales.  Los gobiernos liberales expropiaron los siguientes monasterios a las órdenes del clero regular, luego de derogar el Concordato de 1854 en el que el Estado guatemalteco se había comprometido a resguardar la propiedad privada de la Iglesia Católica:
- Colegio y Seminario Tridentino de Nuestra Señora de la Asunción: convertido en el Instituto Nacional Central para Varones
- Colegio Mayor de los Paulinos: convertido en la Escuela Normal Central para Varones y posteriormente en la Escuela Facultativa de Medicina del Centro
- Convento de Belén: convertido en el Sección Normal del Colegio de Niñas
- Convento de la Recolección: convertido en la Escuela Politécnica
- Convento de Santa Teresa: convertido en cárcel de mujeres[7]
- Convento de San Francisco: convertido en cárcel para hombres y cuartel de policía[7]
- Convento de Santo Domingo: convertido en el Conservatorio Nacional de Música[8] y luego en la Dirección General de Rentas Internas[9]
- Escuela eclesiástica de primeras letras «San José de Calazans»: Colegio «El Progreso» y luego la Escuela Nacional de Música y Declamación.[10]

En enero de 1875 se fundó el Instituto Nacional Central para Varones con las mmg asignaturas de gramática y literatura, aritmética, trigonometría y topografía, dibujo lineal, teneduría de libros, física, mecánica, agricultura, historia natural, anatomía, fisiología e higiene, anatomía y fisiología comparadas, filosofía y pedagogía, latín, francés e inglés, derechos y deberes del ciudadano y calistenia; un programa positivista completo.  El movimiento del positivismo afectó a toda la población culta porque estaba dirigido tanto a la escuela primaria como a la secundaria, y la ley disponía que la primera fuese obligatoria, laica y gratuita.  En la Escuela Politécnica se establecieron carreras de topógrafo, ingeniero de minas, ingeniero de montes, agrimensor, arquitecto, telegrafista y tenedor de libros.  El movimiento educativo positivista se completó con la publicación y traducción de importantes obras de texto y con la publicación de periódicos como La educación del pueblo y El Instituto Nacional.
| El despacho de Educación estuvo en manos de los intelectuales hondureños Marco Aurelio Soto y Ramón Rosa, quienes alternaban sus funciones entre el y su despacho de Relaciones Exteriores. El pensamiento de ambos intelectuales liberales, fuertemente anticlerical, quedó reflejado en las reformas liberales en educación y religión en Guatemala, y se resume en estas líneas escritas por Rosa en 1882: «En América, en donde la instrucción popular se difunde con la celeridad de la luz, y en donde no existen, como en Europa, muy arraigados y tradicionales intereses religiosos, que dan poder y privilegios a numerosas clases sociales; en nuestra América, en donde la libertad de conciencia es ya una conquista definitiva: todas, todas las religiones positivas tienen que desaparecer, en no remoto día, con sus artificiosos y contradictorios dogmas, con sus litúrgicos aparatos teatrales, con sus sangrientas historias, con sus egoístas y mal disfrazados intereses mundanos, con sus hipócritas santidades, con sus privilegiadas y ensoberbecidas castas, y con sus execrables tiranías [...]». En 1876, ambos serían instalados por Barrios en Honduras como Presidente y secretario General de Gobierno, respectivamente, y gobernaron hasta 1883 cuando el mismo Barrios atacó a Honduras. En julio de 1875 Barrios extinguió la Pontificia Universidad de San Carlos Borromeo y en su lugar creó la Universidad Nacional de Guatemala, con las Facultades de Jurisprudencia y Ciencias Políticas y Sociales, y Medicina y Farmacia; la ley orgánica y reglamentaria de instrucción pública decretaba que, en esta última, el estudio de la fisiología debía efectuarse de una manera filosófica, con todas las teorías modernas sobre la ciencia y, en cuanto fuese posible, de modo experimental. En 1877 el gobierno fundó la Universidad de Occidente, la cual contaba con la Escuela Facultativa de Derecho y Notario de Occidente. En 1879 fundó la Biblioteca Nacional de Guatemala y las facultades de Ingeniería, Filosofía y Literatura. El plan de estudios de la facultad de Literatura incluía: psicología y lógica, ética e historia de la filosofía, lengua y literatura latina, gramática castellana, literatura española y americana y literatura inglesa y alemana. |

### Comisión científica en Ilopango

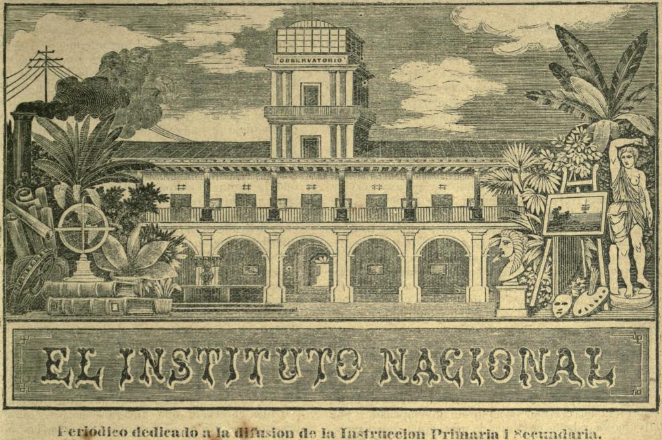
Logo del Instituto Nacional, revista científica publicada por el Central para Varores; editada por Santos Toruño y Edwin Rockstroh.

En 1879 ocurrieron varios fenómenos en el lago de Ilopango, similares a los de la formación del volcán de Izalco, los que motivaron al director del Instituto Central, Dr. Santos Toruño a establecer una comisión del establecimiento para que estudiara los fenómenos en El Salvador; la comisión fue conformada por Manuel R. Ortega, ingeniero topógrafo y profesor del Instituto; Gregorio Aguilar, alumno, y el ingeniero Edwin Rockstroh. Debido al prestigio de la institución, esta comisión fue atendida personalmente por Rafael Zaldívar, presidente de El Salvador; y el gobernador Ángel Paredes.

### Estancia de Salvador Mendieta
En 1892 llegó a Guatemala el futuro intelectual unionista nicaragüense Salvador Mendieta como alumno externo. Mendieta formó parte de una comunidad estudiantil constituida por jóvenes oriundos de distintas partes del istmo, quienes mediante el diálogo y la convivencia diaria adquirirían conocimientos de las realidades políticas de los países vecinos y una percepción regional de Centroamérica como totalidad histórica. En 1894, Mendieta fue el líder de la primera sociedad estudiantil unionista, la cual tuvo una existencia efímera, pues en julio de ese año Mendieta –junto a sus compañeros de sociedad– fue expulsado del Instituto por orden del presidente de Guatemala, general José María Reina Barrios tras haber promovido un movimiento contra el director de la institución.
Uniforme del central en la década de 1890

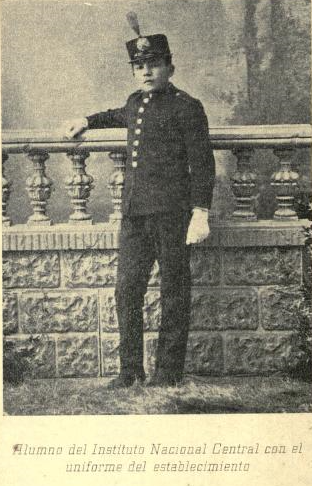
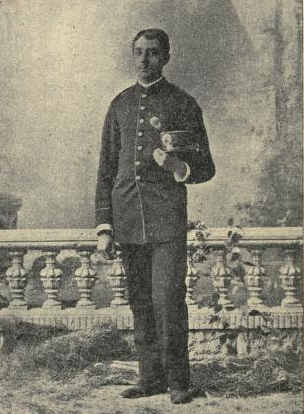

En 1897, La Ilustración Guatemalteca, revista cultural del gobierno de José María Reyna Barrios, publicó un artículo sobre los estudiantes distinguidos de los cinco cursos de la carrera de Derecho en la Facultad del Centro. Los estudiantes, -todos ellos graduados del Instituto Nacional Central para Varones exceptuando Julián Irías quien era oriendo de Nueva Segovia, Nicaragua- se distinguieron en Derecho Constitucional, Derecho Internacional, Oratoria Forense, Literatura Española y Americana y en Filosofía de la Historia. Pero, por otra parte, debido a la crisis económica derivada del embellecimiento de la infraestructura y el fracaso de la Exposición Centroamericana que se celebró ese año, hubo serios problemas económicos en el país, los que se reflejaron en la educación.. En una publicación del Diario de Centro América del 20 de febrero de ese año, se exigió al director del Instituto Nacional que se esforzara en pagar un buen profesor de matemáticas, geometría y trigonometría, ya que hacía tres años que dicha educación estaba descuidada y a los estudiantes que deseaban ingresar a la Escuela Facultativa de Ingeniería se les obligaba a sostener un examen previo.
En 1898, el recién iniciado gobierno del licenciado Manuel Estrada Cabrera trasladó a la Escuela Normal a la finca «La Aurora» y en 1923, el entonces presidente general José María Orellana, donó un reloj que fue instalado en una de las dos torres que tenía el Instituto. Este reloj funcionó perfectamente hasta 1976, cuando el terremoto del 4 de febrero de ese año lo dañó severamente.
El ingeniero alemán Edwin Rockstroh, excatedrático de astronomía y matemática que se había retirado por motivos de saludo, escribió un artículo técnico sobre el terremoto de San Perfecto que dañó Quetzaltenango en la revista científica Nature.
El Instituto tenía laboratorios de Química y Física, un Observatorio Astronómico (-instalado en la torre del edificio-), un museo de historia natural y una biblioteca.

### Gobierno de Manuel Estrada Cabrera

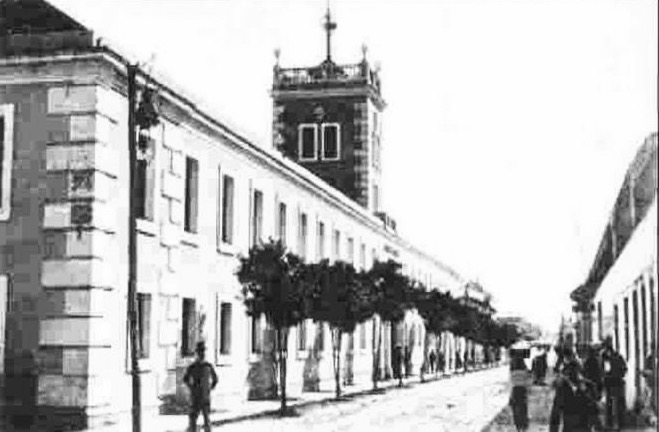
Exterior del Instituto Central a principios del siglo xx.

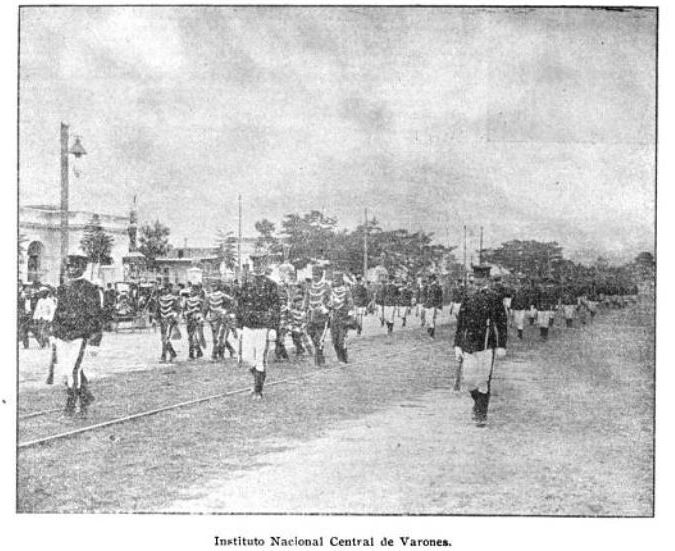
Estudiantes del Instituto Central en el desfile militar de las Fiestas Minervalias de 1907.

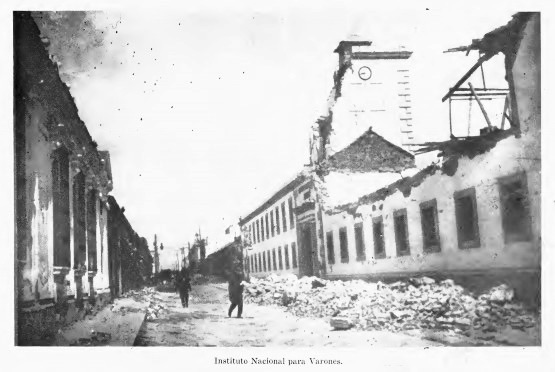
Ruinas del edificio del Instituto Central tras los terremotos de 1917-18.

Mediante el decreto emitido 16 de junio de 1900, el presidente Manuel Estrada Cabrera militarizó todos los centros educativos.  Todos los institutos públicos y privados participan en las celebraciones de las Fiestas Minervalias, las que se realizaban a finales del mes de octubre de cada año durante el gobierno de Estrada Cabrera.
La cantidad de estudiantes que tenían acceso a las principales entidades educativas era minúscula; por ejemplo, en la memoria de la Secretaría de Instrucción Pública de 1907, el ministro Angel M. Bocanegra reporta que en el Instituto Nacional Central para Varones había ciento ochenta y un estudiantes inscritos en secundaria y setenta y dos en primaria, y que se graduaron diecisiete educandos el año anterior.  Por su parte, en el Instituto Nacional Central de Señoritas había setenta y nueva estudiantes de secundaria y trescientas cincuenta y cinco de primera, con únicamente diez egresadas de maestras y dos de bachilleres en Ciencias y Letras.  Finalmente, la Escuela Normal Central para Varones tenía dieciséis estudiantes normalistas y ciento veinte estudiantes en las escuelas de aplicación y graduó tan sólo a tres maestros.
En la educación departamental, el Instituto de Señoritas de Orienta graduó a cinco maestras y el Instituto de Varones de Oriente graduó a un maestro y a ocho bachilleres.

### Gobiernos militares de Orellana y Chacón
El proyecto educativo que inició el gobierno de José María Orellana (1921-1926) y que tuvo como base fundamental la “desanalfabetización”, es decir, la eliminación del analfabetismo, continuó durante el gobierno del general Lázaro Chacón. (1926-1930). El gobierno, al igual que el de Orellana, realizó varios concursos para elegir a los más aventajados estudiantes que culminaban su carrera como maestros y otorgarles una beca que les permitiera continuar sus estudios en otros países convirtiéndose en profesionales de la pedagogía para que, de vuelta a Guatemala, pudieran encargarse de formar a los nuevos maestros.
El gobierno de Lázaro Chacón intentó realizar estos cambios en el sistema educativo guatemalteco:
- Decreto 1500 del 3 de mayo de 1927: establecía el Consejo Nacional de Educación con carácter de Cuerpo Técnico Consultivo de la Secretaría de Educación Pública. Sus objetivos eran todos los trabajos técnicos de reforma, organización y reglamentación, relativos a las enseñanzas primaria, normal, secundaria y especial. Una de las primeras tareas del Consejo fue recopilar todas las leyes, que en materia educativa, habían sido dictadas para conseguir su unificación y crear así la «Ley Orgánica de Educación Pública».[19]

- Ley Orgánica y Reglamentaria del Personal Docente de la República de Guatemala: la educación se enfrentaba en estos momentos al grave problema de la falta de maestros calificados. En el gobierno anterior se había hecho el cálculo de unos cuatrocientos cuarenta y cinco maestros titulados, y dos mil seiscientos cincuenta y dos maestros empíricos. Para 1927, si bien había habido un aumento, la magnitud del problema no permitía que el cambio fuera significativo. Se calculaba para entonces setecientos veintiocho maestros titulados y dos mil ochocientos cincuenta y seis empíricos. Esta ley orgánica constituyó el antecedente de la Ley de Escalafón que se decretaría años más tarde en el gobierno del doctor Juan José Arévalo. El objetivo de ella era formar categorías entre los maestros, de acuerdo a su tiempo de servicio y aptitudes, y por supuesto, incrementos salariales aunque estos últimos no se hicieron realidad durante este gobierno debido a la Gran Depresión.

- Creó nuevios centros educativos como la Escuela Normal de Maestras para párvulos y la Escuela Normal Superior. También se creó el Instituto Técnico Industrial con el objeto de tecnificar a los obreros.[20]

Muchos de los cambios que el gobierno de Chacón intentó no pudieron llevarse a cabo, principalmente por problemas económicos. A Chacón le tocó, durante su administración, sufrir los primeros embates de la Gran Depresión de 1929, lo que dificultó y finalmente dio al traste con la realización del proyecto.

### Gobierno de Jorge Ubico
En la década de 1940 se otorgaban, anualmente, premios a los tres mejores alumnos:
- Medalla de oro Santos Toruño
- Medalla de plata Manuel R. Ortega
- Placa de plata Enrique C. López.

El gobierno del general Jorge Ubico fomentó y aplicó las siguientes medidas:
- Prohibió el trabajo magisterial a la mujer casada.
- Fomentó la delación y el espionaje entre los maestros, tácticas que ya habían sido utilizadas antes en Guatemala, durante el gobierno de Estrada Cabrera.
- Promovió numerosos actos públicos de felicitación al presidente y al Partido Liberal Progresista.
- Redujo las jubilaciones de algunos maestros retirados a cantidades de hasta dos quetzales mensuales, que por ende resultaban insuficientes para subsistir. En esos años, los maestros ganaban al menos quince quetzales al mes.
- Organizó mediatizadas exposiciones escolares.
- En 1938 militarizó las escuelas normales. Estas fueron dirigidas por el pedagogo Luis Martínez Mont, quien había regresado a Guatemala luego de realizar estudios avanzados de psicología infantil en Suiza con el famoso psicólogo infantil Jean Piaget.[22]
- Al principio de su gobierno, pospuso la construcción de nuevas escuelas públicas primarias y la reparación de las ya existentes a causa de los efectos de la Gran Depresión. No obstante, esto cambió hacia 1943, cuando se fomentó la construcción.
- Invirtió grandes sumas de dinero en miles de uniformes escolares y banderas de colores.
- Promovió concursos atléticos interescolares.[21]

### Gobiernos revolucionarios

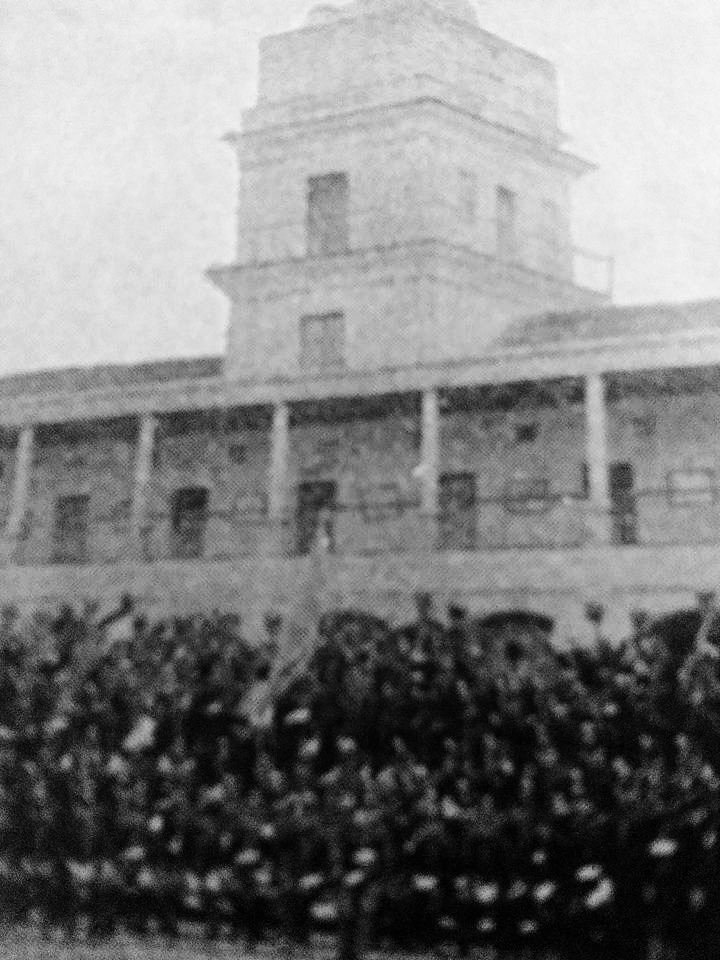
Interior del Instituto Central en 1895.

El presidente Juan José Arévalo Bermejo tuvo a su cargo la realización de grandes reformas educativas, como la reforma de los planes y programas de estudio. En 1946 practicó un censo escolar que fue el primero que se efectuaba en Guatemala y arrojó datos importantes sobre el atraso de la educación y el pavoroso nivel de analfabetismo existente. Sobre la base de estos resultados, se organizó una gran compaña alfabetizadora, se organizaron las Misiones de Cultura Inicial, se reabrió la Universidad Popular, y se creó la educación rural.
La Educación secundaria y normal fue objeto de una reforma general creándose el ciclo básico de 3 años común para los estudios de bachillerato y normal, a partir de este ciclo se bifurcaban los planes de estudio de ambas disciplinas. El viejo sistema de tribunales para los exámenes orales fue sustituido por las pruebas objetivas.
El Colegio de Maestros de Guatemala, una organización conservadora y seguidora de los antiguos lineamientos del gobierno de Jorge Ubico, surgió en 1949 y aglutinó a maestros que pertenecían a la élite intelectual del momento.
Durante los gobiernos de Juan José Arévalo y Jacobo Arbenz se formó el grupo estudiantil Alianza de la Juventud Democrática y que era una forma de autogobierno que le daba vida a las escuelas públicas de la secundaria. Entre los miembros destacados estaba el poeta sheca Otto René Castillo. El autogobierno escolar fue introducido a Guatemala por la Dra. María Solá de Sellarés promotora de la Escuela Activa o Funcional Europea y directora del Instituto Normal Central para Señoritas Belén.
Durante el periodo presidencial del Coronel Jacobo Arbenz Guzmán se siguió con la misma tónica educativa que en el gobierno de Arévalo. Durante el Gobierno de Arbenz se incrementó en gran manera la educación rural y la alfabetización y se incrementó la educación secundaria. El plan inicial de la Escuela Normal Rural se extendió con la regionalización de las escuelas rurales de las cuales se fundaron seis en distintos rumbos del país. Los postulados pedagógicos de la revolución se mantuvieron vigentes por 10 años cuando se dio a la educación un carácter democrático desde los jardines de niños a la Universidad, surgieron: el periodismo escolar, el autogobierno y las asociaciones de estudiantes se generalizaron en todas las escuelas secundarias. El anteproyecto de la Ley Orgánica de 1952 instaló un moderno sistema educativo acorde con la realidad pedagógica del país. Este estatuto no tuvo vigencia total.
La educación mantuvo el carácter de laica, gratuita y obligatoria para un mínimo de escolaridad. Las guarderías infantiles proliferaron y los niños huérfanos y desamparados fueron atendidos con sistemas modernos. Se permitió al magisterio organizarse sindicalmente y se fundó el sindicato de trabajadores de la educación en Guatemala (STEG), que tuvo como contraparte al Colegio de Maestros, el cual era totalmente opuesto a la sindicalización del magisterio nacional. El máximo dirigente del STEG fue el profesor Víctor Manuel Gutiérrez Garvín -miembro del entonces legalizado Partido Guatemalteco del Trabajo de orientación comunista- aunque él no era de la línea prosoviética estalinista de los dirigentes del PGT. La capacidad dirigencial de sus directivos, posibilitaron que el STEG llegara a ser la más poderosa organización sindical del período y que sus planteamientos fueran esencialmente políticos.
Con la llegada al poder de la Contrarrevolución junio de 1954, casi todas las organizaciones sindicales fueron proscritas, según Decreto 21 del 16 de julio de 1954 de la Junta de Gobierno liberacionista. Varios dirigentes magisteriales departamentales fueron encarcelados, otros fueron expulsados del país y más de tres mil maestros fueron destituidos de sus puestos.

### Gobierno liberacionista
Como parte de la política macartista del nuevo gobierno hubo cierre o suspensión de centros educativos y se eliminaron los gobiernos estudiantes revolucionarios, y que la nueva constitución de 1956 prohibía la organización de asociaciones de índole comunista o totalitaria. Numerosas publicaciones fueron destruidas por considerarlas comunistas; por la misma razón el gobierno suprimió las revistas El Maestro y Guatemala y la revista infantil Alegría. Esta nueva política también suprimió las misiones ambulantes de Cultura Inicial y otros programas de educación popular. El impulso a la educación parvularia, de la educación popular y de la alfabetización quedó detenido, a pesar de estar contemplados en la Constitución emitida en 1956.
Ese año también se emitió la Ley Orgánica de Educación Nacional, con carácter anticomunista. Dicha ley debilitó la coordinación de las instituciones educativas; el 25 de febrero de 1956 se establece la nueva ley, contenida en el Decreto Gubernativo 558 que consolidó los dos ciclos de que se compone la educación media: el pre-vocacional y el diversificado denominándolo ciclo de cultura general en 1958. De esta ley surgieron los institutos básicos por cooperación y los institutos básicos con orientación ocupacional.
El seminario de maestros de escuelas normales rurales tuvo lugar del 3 al 12 de enero de 1956 en la Escuela Normal Rural de la Alameda "Dr. Pedro Molina"; en este seminario los participantes examinaron los objetivos de la educación rural, la estructura y organización de los establecimientos de esta índole, la conveniencia de reformar el plan de estudios que regía las escuelas normales rurales del país, y reconocieron la necesidad de una educación para la salud, el aprovechamiento de las horas libres y la educación para la recreación.
En 1957 el Consejo Técnico del Ministerio de Educación creó el departamento de Orientación Escolar y Vocacional, con el propósito de mejorar la formación de los educandos.

#### Resurgimiento de la educación eclesiástica
La Iglesia Católica recuperó parte del poder que había tenido durante el gobierno conservador del Rafael Carrera en el siglo XIX; así pues, la educación religiosa privada tuvo un auge a partir de 1955, con la fundación de varios colegios elitistas para varones -principalmente el Liceo Javier, Colegio Salesiano Don Bosco, Colegio Monte María, Instituto Experimental La Asunción y el Liceo Guatemala- los cuales absorbieron a los estudiantes de élite que anteriormente hubieran atendido clases en las instituciones gubernamentales laicas como el Instituto Nacional Central para Varones, Escuela Normal para Varones o el Instituto Normal Central para Señoritas Belén.
Aunque el Arzobispo de Guatemala, Mariano Rossell y Arellano publicara un escrito respecto a que la Iglesia Católica no buscaba privilegios en su lucha contra el gobierno de Arbenz, consiguió que el gobierno del coronel Castillo Armas incorporara en la Constitución de 1956 lo siguiente:
- la capacidad jurídica de la Iglesia Católica -y las de todos los otros cultos- para adquirir, poseer y disponer de propiedades, siempre y cuando se destinen para fines religiosos, de asistencia social o a la educación.[32]
- que se declarara optativa la educación religiosa en locales oficiales: en el artículo 97 de la Constitución se indica que la ley regularía lo relativo a la enseñanza religiosa en locales oficiales y que el Estado no la impartiría pero la declaraba optativa. También garantiza la libertad de enseñanza en todos los otros establecimientos.[33]
- que el Estado contribuyera al sostenimiento de la educación religiosa: en el artículo 111 se indica que las instituciones privadas que impartan educación gratuita serán exoneradas de determinados impuestos fiscales y municipales en compensación por sus servicios.[34]

### Jornadas Estudiantiles de marzo y abril de 1962
Después de la eliminación del STEG, el «Colegio de Maestros» participó activamente en algunas luchas magisteriales como el descongelamiento de la Ley de Escalafón y la actualización de la Ley de Clases Pasivas. Otro grupo de maestros fundó a finales de los años cincuenta el Frente Unido del Magisterio el cual en 1960 y junto al STIGSS protagonizó sendas huelgas en demanda de incrementos salariales.
En diciembre de 1961 Ydígoras Fuentes organizó un fraude electoral en los comicios para elegir a los diputados al Congreso de la República. Se determinó que el 1 de marzo de 1962 tomarían esos diputados sus respectivos cargos. Los estudiantes universitarios, organizados en la Asociación de Estudiantes Universitarios (AEU), y los estudiantes de educación secundaria reunidos en el Frente Unido del Estudiantado Guatemalteco Organizado (FUEGO) realizaron una protesta el 1 de marzo de ese año y ese mismo día, los estudiantes realizaron un paro de labores en las diferentes facultades y escuelas de la Universidad, dispersas por el centro de la Ciudad. Colocaron banderas negras en las partes frontales de los edificios denunciando la «muerte de la democracia». La protesta tuvo efecto: en los siguientes días crecieron las acciones en contra del régimen, inclusive grandes manifestaciones en las calles de la capital.
El 9 de marzo, la AEU llamó a un segundo paro de labores. El 13 se realizó un paro más. Los estudiantes paralizaron buena parte de la actividad económica de la capital. Controlaron los accesos de la ciudad, tirando tachuelas para detener el tránsito de vehículos. Fueron las primeras jornadas de lucha masiva, desde el golpe contrarrevolucionario de 1954. Los estudiantes, utilizando únicamente palos, piedras y algunas bombas Molotov, detuvieron los avances de las fuerzas públicas. Cuando el gobierno cortó la red telefónica, los estudiantes reaccionaron, ocupando radioemisoras para transmitir sus mensajes y coordinar así sus acciones. Las protestas se extendieron al interior del país, Chiquimula, Jutiapa, Retalhuleu, San Marcos, Huehuetenango y principalmente a Quetzaltenango, el segundo centro de protesta estudiantil.
Los estudiantes organizados contaron con el apoyo de grupos de obreros, sindicalistas, campesinos, pequeños empresarios, mujeres y trabajadores del arte, inconformes con Ydígoras. También llegaron a participar varios partidos políticos de la oposición, quienes maniobraron para tomar el control del movimiento. Con el crecimiento de las protestas, la AEU no sólo planteó la anulación de las elecciones del Legislativo; emulando los eventos de junio de 1944, también pidió la renuncia de Ydígoras Fuentes por su corrupción y despotismo, la disolución del Congreso, la derogación de la Constitución de 1956 y la reimplantación de la de 1945, así como la instalación de una reforma agraria, entre otras demandas.
Los estudiantes de los institutos públicos de nivel medio acuerparon las protestas y sufrieron la mayoría de las bajas. En las jornadas de 1962, la organización de estudiantes de secundaria FUEGO, era líder de los principales grupos de protesta. Varios institutos del Estado fueron violentamente atacados por la policía. En ese momento, el movimiento de masas en la capital ya se había convertido en un reto para el gobierno. Ydigoras lanzó un comunicado en el cual atribuía los disturbios a los comunistas y llamaba a la población a no permitir que el «comunismo» volviera a «ensangrentar» a Guatemala.
No obstante la persistencia de las protestas, la clave para la permanencia de Ydígoras Fuentes en el poder fue el papel desempeñado por las fuerzas armadas. Al inicio de las manifestaciones, los militares que estaban descontentos con el presidente no actuaron. De tal cuenta, al crecer las protestas, altos oficiales buscaron contacto directo con los estudiantes para planificar la transición pos Ydígoras. El gobierno estaba a punto de caer, y los estudiantes y sus aliados, de tomar el poder, como lo habían hecho en la Revolución de octubre de 1944. Pero Ydígoras aceptó un acuerdo con los militares, y en pocas semanas sustituyó todo su gabinete de ministros únicamente por militares. A partir de ese momento los militares reforzaron su posición en el poder.
Ydigoras Fuentes ordenó reprimir las protestas; se declaró estado de sitio, se impuso toque de queda y se inició la persecución. La falta de un líder y de dirección del movimiento popular, hizo que los acontecimientos se salieran de los marcos legales y le dio ventaja a las fuerzas de seguridad que terminaron por romper la resistencia de la población. Varios estudiantes fueron asesinados y muchos más fueron capturados.
La rebelión popular fue sofocada y al final de la revuelta el saldo era de decenas de muertos y heridos, centenares de capturados y muchos otros expulsados del país. Lo más destacado de este hecho fue que hizo estallar la preinsurrección en la Ciudad de Guatemala, y como consecuencia de la represión, los estudiantes abandonaron la protesta social y la movilización de las masas como vía para cambiar el sistema corrupto y antidemocrático y en adelante, se unirían a la lucha armada guerrillera, principalmente los estudiantes de la Universidad de San Carlos de Guatemala.
Tras el golpe de Estado de marzo de 1963, el gobierno de facto del coronel Enrique Peralta Azurdia volvió a militarizar los institutos de educación media para evitar protestas similares. Asimismo, prohibió todo tipo de actividad sindical en el magisterio.

### Orden del Quetzal
En 1974 le fue conferida la Orden del Quetzal al Instituto Central en el centenario de su fundación.

### Coordinadora de Estudiantes de Educación Media (CEEM)
A partir del gobierno del licenciado Julio César Méndez Montenegro se elimina la militarización del Instituto, y se da una pequeña apertura democrática en Guatemala, lo que permite a los estudiantes de educación media en el país a reunirse en la Coordinadora de Estudiantes de Educación Media (CEEM). Durante las décadas de los setenta y ochenta, la CEEM y el frente estudiantil Robin García, con líderes del Instituto Nacional Central para Varones, estuvo involucrada en los siguientes actos de protesta:
- Protesta por el alza del transporte urbano (1978): junto con la Asociación de Estudiantes Universitarios de la Universidad de San Carlos, participó en protestas callejeras e incendios de buses urbanos. El gobierno del general Fernando Romeo Lucas García cedió en el intento de aumentar la tarifa, pero utilizó las protestas como excusa para incrementar la represión en contra de la CEEM.[35]
- Sepelio del licenciado Manuel Colom Argueta: a las 2:30 de la tarde del 23 de marzo de 1979, salió el sepelio de Manuel Colom Argueta, exalumno centralista, de la sede del Frente Unido de la Revolución (FUR) en la 15 calle de la zona 1, hacia el Parque Central (frente al Palacio Nacional. Los estudiantes del Instituto Central observaron un minuto de espera y silencio frente a la puerta central de dicho establecimiento y el equipo deportivo del Instituto, en perfecta formación de lucha, dedicó un ¡hurra! al líder caído, quien fue integrante del equipo deportivo cuando era estudiante.[d][36]
- Sepelio de los muertos en la Toma de la Embajada de España en Guatemala (1980): luego de velar en el Paraninfo Universitario en la zona 1 a los fallecidos en la Embajada el 31 de enero de 1980, la CEEM se unió a la procesión del sepelio que salió hacia el Cementerio General.
- Protesta por el alza del transporte urbano (1985): durante estas protestas, que se sucedieron hacia el final del año escolar, prácticamente se paralizó la actividad del Centro Histórico de la Ciudad de Guatemala. Ocurrieron nuevamente los incendios de buses urbanos, la toma de las instalaciones de los institutos públicos y el bloqueo de calles. El gobierno contrarrestó las protestas otorgando un pase a todos los estudiantes de institutos públicos para que utilizaran el servicio urbano gratuitamente; asimismo, promovió a todos los estudiantes al grado inmediato superior por decreto.[37]
- Protesta contra el golpe de Estado del presidente Jorge Serrano Elías (1993): a raíz del autogolpe de Serrano Elías, los estudiantes del INCV iniciaron fuertes protestas. En esta oportunidad, uno de los guardaespaldas de los diputados del Congreso de Guatemala disparó en contra de un estudiante del Instituto que estaba en la azotea del mismo, cortándole la vida.[38]

### Declive
Debido a la fuerte represión del gobierno durante las décadas de 1970 y 1980, el nivel académico del Instituto Nacional Central para Varones empezó a disminuir. Asimismo, se inició el descuido sistemático que el Ministerio de Educación ha tenido con los institutos nacionales, los cuales pasaron de ser los rectores de la educación media de Guatemala, a instituciones de escaso nivel académico. Además los constantes conflictos laborales con agrupaciones magisteriales han provocado períodos extensos en que se han suspendido o cancelado clases durante el ciclo lectivo. Y, finalmente, con el triunfo de la Liberación en 1954 se dio un auge de colegios católicos y privados con instalaciones en los suburbios de la Ciudad de Guatemala, lo que fue aprovechado por padres de familia de clases altas y medias para tener una educación más regular para sus hijos. Hasta la identificación con las causas civiles y populares se ha perdido, y actualmente el Instituto Central es más conocido por su participación cotidiana en disturbios contra establecimientos rivales.

## Alumnos Famosos
El Instituto Nacional Central para Varones fue una institución de élite, por donde desfilaron numerosas personalidades de la historia guatemalteca y centroamericana; el primer estudiante que se graduó de Bachiller en Ciencias y Letras fue Buenaventura G. Saravia, el  2 de noviembre de 1879, cuyo acto de graduación fue presidido personamente por el entonces presidente de Guatemala, general Justo Rufino Barrios.
| Nombre                             | Años de vida | Fecha de graduación   | Profesión                                          | Breve descripción |
| ---------------------------------- | ------------ | --------------------- | -------------------------------------------------- | --- |
| Asturias, Miguel Ángel             | 1898 -1974   |                       | Escritor, diplomático                              | Premio Nobel de Literatura de 1967 y miembro de la «generación del 20». |
| Ávila Echeverría, Jorge            | -1907        | 21 de enero de 1890   | Médico                                             | Autor intelectual del Atentado de La Bomba que en abril de 1907 estuvo a punto de asesinar al entonces presidente, licenciado Manuel Estrada Cabrera, quien se mantuvo en el poder de 1898 a 1920. |
| Ávila Echeverría, Enrique          | -1907        | 21 de enero de 1890   | Médico                                             | |
| Brañas, César                      | 1899-1976    |                       | periodista, ensayista, crítico literario y poeta.  | Como periodista, colaboró durante años en el periódico El Imparcial del que fue fundador, estaba a cargo de la sección cultura y escribía una columna para compartir sus pareceres sobre cuestiones literarias y artísticas. Miembro de la «generación del 20», murió tras sufrir serias heridas durante el terremoto de 1976, que destruyó parcialmente a Guatemala y heredó su biblioteca y residencia a la Universidad de San Carlos de Guatemala. |
| Bonilla Ruano, José María          |              |                       | Pedagogo, escritor y poeta                         | Escribió numerosos libros de textos que se utilizaron en toda la República de Guatemala. En 1934, por instrucciones del gobierno del general Jorge Ubico modificó la letra del Himno Nacional de Guatemala por estar ésta más identificada con la situación de Cuba que la de Guatemala al momento en que el exiliado poeta cubano José Joaquín Palma la escribiera en 1897.                                                                          |
| Castillo, Otto René                |              |                       | Poeta guerrillero                                  | Perteneció a las Fuerzas Armadas Rebeldes y escribió el poema Vamos Patria a caminar. |
| Cáceres Lehnhoff, Eduardo          | 1906-1980    |                       | Abogado, catedrático, filántropo y político.       | Fue un connotado abogado guatemalteco, miembro activo del Club Rotario de Guatemala, socio fundador de la Universidad Rafael Landívar y Vicepresidente de Guatemala de 1970 a 1974, junto al presidente general Carlos Arana Osorio. Murió trágicamente durante la Quema de la embajada de España en Guatemala el 31 de enero de 1980. |
| Colom Argueta, Manuel              | - 1979       |                       | Abogado y político                                 | Alcalde de la Ciudad de Guatemala de 1970 a 1974. Fundador del «Frente Unido de la Revolución» (FUR). Murió trágicamente cuando fue asesinado por elementos del Ejército de Guatemala en 1979. |
| Coronado Aguilar, Manuel           |              |                       | Escritor, catedrático, numismático                 | Reconocido historiador guatemalteco. Miembro de la «generación del 20». |
| Cruz Uclés, Ramón Ernesto Honduras |              |                       | Político                                           | Presidente de Honduras de 1971 a 1972. |
| de Adalid, Manuel Honduras         | 1872-1947    |                       | Músico                                             | |
| Figueroa, Rodulfo México           |              |                       | Médico                                             | Brillante médico mexicano. |
| Gaitán, Héctor                     | 1939-2012    |                       | Locutor, periodista, historiador y escritor        | Fue el creador del programa radial «La calle donde tú vives», que luego llevó a los diarios, a la televisión, y a libros impresos; en su obra presentaba crónicas sobre leyendas guatemaltecas de espantos y aparecidos y fantasmas. |
| Galich, Manuel                     | 1913-1984    |                       | Dramaturgo, político y diplomático                 | Autor de la obra de teatro M'ijo, el Bachiller, la cual es una dura crítica a la educación pública de Guatemala y al Instituto Nacional. Fue ministro de Educación durante el gobierno del doctor Juan José Arévalo Bermejo. |
| Gómez Carrillo, Enrique            | -1927        | No se graduó          | Escritor, periodista y cronista                    | Considerado el «Príncipe de los Cronistas» de la lengua española; fue corresponsal de importantes periódicos españoles durante la Primera Guerra Mundial y la Revolución Bolchevique. No llegó a graduarse de bachiller, pero desde una edad temprana descolló como periodista y crítico. |
| Hernández de León, Federico        | -1959        |                       | Escritor y periodista                              | Escribió el «Libro de las efemérides» sobre la historia de Guatemala, fue director de «Nuestro Diario» desde 1928 hasta su muerte en 1959 y escribió los libros «Viajes Presidenciales» sobre los periplos del general presidente Jorge Ubico al interior de la República de Guatemala. |
| Herrera, Flavio                    |              |                       | Escritor, diplomático y catedrático                | Escribió «El Tigre» y «Caos», entre otros libros criollos sobre Guatemala. Al morir, donó la mayor parte de sus bienes a la Universidad de San Carlos de Guatemala. |
| Marroquín Rojas, Clemente          |              |                       | Abogado, escritor, político y periodista           | Fundador del Diario La Hora; desde joven participó en actividades políticas contra los gobiernos del licenciado Manuel Estrada Cabrera y del general Jorge Ubico. También atacó a los gobiernos de Juan José Arévalo y de Jacobo Arbenz y fue Vicepresidente de Guatemala durante el gobierno de Julio César Méndez Montenegro. Fue miembro de la «generación del 20».                                                                                |
| Mazariegos, Fernando               |              |                       | Farmecéutico                                       | Inventor del Ecofiltro |
| Molina, Tácito                     |              | 22 de octubre de 1899 | Político                                           | Fundador del Partido Unionista que derrocó al licenciado Manuel Estrada Cabrera en abril de 1920 tras veintidós años de gobierno. |
| Mora, Carlos Federico              |              |                       | Médico y catedrático                               | Fue rector de la Universidad Nacional en 1944 el primer rector de la Autónoma Universidad de San Carlos de Guatemala luego de la Revolución de 1944\|Revolución de Octubre]]. Además, fue ministro de Educación y durante el gobierno del general Lázaro Chacón, de quien también fue médico personal. |
| Navarrete Cáceres, Carlos          |              |                       | Arqueólogo                                         | |
| Orantes, Alfonso                   |              |                       | poeta                                              | Miembro de la «generación del 20». |
| Paniagua España, Carlos Eduardo    |              |                       | Diplomático                                        | |
| Palma, Gustavo Adolfo              |              |                       | Músico                                             | Conocido como el «Tenor Centroamericano» fue locutor de la TGW de Guatemala y de la famosa XEW (equis-E-doble-U) de México; como cantante, compartió escenario con los famosos intérpretes mexicanos Jorge Negrete, Pedro Infante y Pedro Vargas. |
| Palma, Baudilio                    |              | 19 de mayo de 1894    | Abogado                                            | Presidente de Guatemala durante 4 días en diciembre de 1930. |
| Quintana, Epaminondas              |              |                       | Médico y científico                                | Miembro de la «generación del 20». |
| Recinos, Adrián                    |              |                       | Político, diplomático y estudioso de los mayas     | Escribió una de las primeras traducciones rigurosas del Popol Vuh. |
| Recinos, Efraín                    |              |                       | Arquitecto                                         | Diseñó el Teatro Nacional de Guatemala, entre otras muchas obras. |
| Rodil, Baltasar                    | -1907        | 23 de enero de 1890   | Médico                                             | Autor intelectual del Atentado de La Bomba que en abril de 1907 estuvo a punto de asesinar al entonces presidente, licenciado Manuel Estrada Cabrera, quien se mantuvo en el poder de 1898 a 1920. |
| Rodríguez Beteta, Virgilio         | 1885-1967    |                       | Abogado, escritor y diplomático                    | Embajador de Guatemala ante varios gobiernos. |
| Soto Hall, Máximo                  |              |                       | Escritor y diplomático                             | Proveniente de familias con gran influencia económica y política en Guatemala y en Honduras, fue uno de los escritores de más renombre en Guatemala a finales del siglo xix y uno de los personajes políticos y diplomáticos más influyentes durante el gobierno de licenciado Manuel Estrada Cabrera. |
| Spínola, Rafael                    | (1866-1901)  | 29 de enero de 1883   | Médico, orador, periodista y político guatemalteco | Director de la renombrada publicación La Ilustración Guatemalteca y renombrado orador de los gobiernos de José María Reina Barrios y Manuel Estrada Cabrera. Fue ministro de Fomento en el primer período presidencial del licenciado Manuel Estrada Cabrera y el creador de las Fiestas Minervalias. Fue el padre de la poetisa guatemalteca Magdalena Spínola (1897-1991).                                                                          |
| Valdeavellano, Alberto G.          | 1861 - 1928  |                       | Fotógrafo profesional                              | Fue el primer fotógrafo de paisajes y deportes de Guatemala. |
| Villagrán Kramer, Francisco        |              |                       | Escritor, político y diplomático                   | Vicepresidente de Guatemala durante el gobierno del general Fernando Romeo Lucas García. |

## Maestros distinguidos

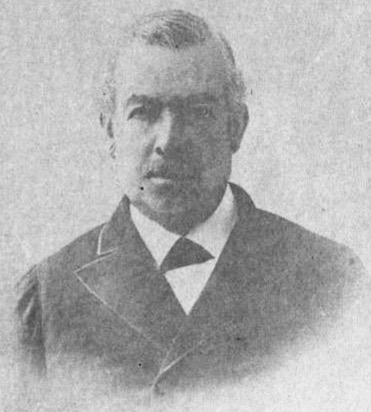
Dr. Santos Toruño, director del Instituto Nacional de 1876 a 1884 y de 1892 a 1898. Fotografía publicada en El educacionista.

### Catedráticos
- Rubén Darío  Nicaragua (1891)
- José León Castillo[55]
- José Martí  Cuba (1877-1878)
- José Mata Gavidia
- Agustín Gómez Carrillo: fue Rector de la Universidad de San Carlos y alcalde de la Ciudad de Guatemala; padre del Príncipe de los Cronistas Enrique Gómez Carrillo.
- Eloy Amado Herrera
- José Fidencio Méndez Marroquín
- Miguel Morazán  Honduras
- José Joaquín Palma  Cuba: autor de la letra del Himno Nacional de Guatemala
- Valero Pujol  España
- Edwin Rockstroh  Alemania: ingeniero cartógrafo alemán; jefe de la comisión que inició la definición de la frontera México-Guatemala en 1884.
- Jaime Sabartés  España: amigo íntimo del pintor Pablo Picasso, y vivió en Guatemala durante el gobierno del licenciado Manuel Estrada Cabrera.
- Claudio Urrutia: decano de la Escuela Facultativa de Ingeniería,[56] jefe de la Comisión de Límites entre Guatemala y México,[57] y colaborador en la construcción del Mapa en Relieve de Guatemala.

### Directores
1. Hildebrando Martí  Cuba (1875)
2. Santos Toruño (1876-1884)[5]
3. José María Izaguirre  Cuba
4. Santos Toruño (1892-1898)
5. Coronel e ingeniero José María Orellana (1902-1904)[58][52]
6. César Augusto Palma y Palma (1974)

### Profesores honoris causa
- Raphael Girard  Suiza: arqueólogo experto en la Cultura Maya

## En la literatura
- El ganador del Premio Nobel de Literatura de 1967 y exalumno del Instituto Central, Miguel Ángel Asturias, describe la ceremonia del bautizo de los estudiantes de primer ingreso al Instituto Central en su obra Viernes de Dolores indicando que todos los apodos que llevan los estudiantes universitarios de la época fueron "asignados" por los estudiantes que los "bautizaron" cuando ingresaron por primera vez al Instituto Central.[59]
- La obra de teatro guatemalteco M'ijo, el Bachiller del dramaturgo guatemalteco Manuel Galich gira en torno a un estudiante recién graduado del Instituto Nacional Central para Varones. La obra es una dura crítica a la educación pública de Guatemala.